# Copa do Mundo FIFA de Futebol de Areia de 2015
A Copa do Mundo FIFA de Futebol de Areia de 2015(pt-BR) ou Campeonato do Mundo de Futebol de Praia de 2015(pt-PT?), foi a 18ª edição da principal competição entre seleções nacionais de futebol de areia, sendo a oitava organizada pela FIFA. Foi disputada entre 9 e 19 de julho na Praia da Baía em Espinho, Portugal.
Portugal sagrou-se campeão em casa ao derrotar o Taiti na final por 5–3. Foi o segundo título mundial obtido pelos europeus, após vencerem o campeonato de 2001 que ainda não tinha a chancela da FIFA.

## Equipes classificadas
Além de Portugal, classificada previamente como país sede, outras 15 equipes classificaram-se para a competição: